# Yamatetunnel
De Yamatetunnel (山手トンネル, Yamate Tonneru) is een lange autotunnel in Japan met een lengte van 18,2 kilometer. De tunnel maakt onderdeel uit van de centrale ring C2 van de  Shuto-autosnelweg (Hoofdstedelijke autosnelweg) en verbindt de speciale wijk Toshima, ten noordwesten van het centrum van de Japanse hoofdstad Tokio, met de speciale wijk Shinagawa in het zuidwesten, beide onderdeel van de prefectuur Tokio. 
De tunnel ligt circa 30 meter onder de oppervlakte en is voor ongeveer 70 procent gebouwd met de tunnelschildmethode. De rijbaan bestaat uit twee rijstroken in elke richting. Bijna de hele tunnel ligt onder Yamate-dōri, de Yamatestraat. Bij voltooiing overtrof de Yamate Tunnel de Kanetsutunnel, onderdeel van de Kanetsu-autosnelweg, en werd daarmee de langste verkeerstunnel in Japan en de op één na langste verkeerstunnel ter wereld.

## Geschiedenis
Plannen voor een snelweg op de route werden voor het eerst rond 1970 opgesteld, in eerste instantie in de vorm van een verhoogde snelweg over de rivier de Meguro tussen Shibuya en Oimachi. Het plan voor de verhoogde snelweg werd als gevolg van milieuproblemen en protesten van omwonenden afgevoerf, maar dook in de jaren '90 weer op in de vorm van een tunnelplan. Het definitieve plan voor het zuidelijke deel van de tunnel, goedgekeurd in 2004, volgde de Yamatestraat en de rivier Meguro, om zo min mogelijk onder privé-eigendom door te tunnelen.
De bouw van de Yamatetunnel begon in 1992. Het segment Takamatsu-Nishi Shinjuku opende op 22 december 2007. Op dezelfde datum opende ook een bovengronds segment dat de tunnel verbindt met het knooppunt Kumanochō in Itabashi en Toshima. Het 9,4 kilometer lange deel tussen Nishi Shinjuku en Ohashi opende op 28 maart 2010. Het laatste deel dat Ohashi verbindt met de kustautosnelweg opende op 7 maart 2015.

## Uitvoering

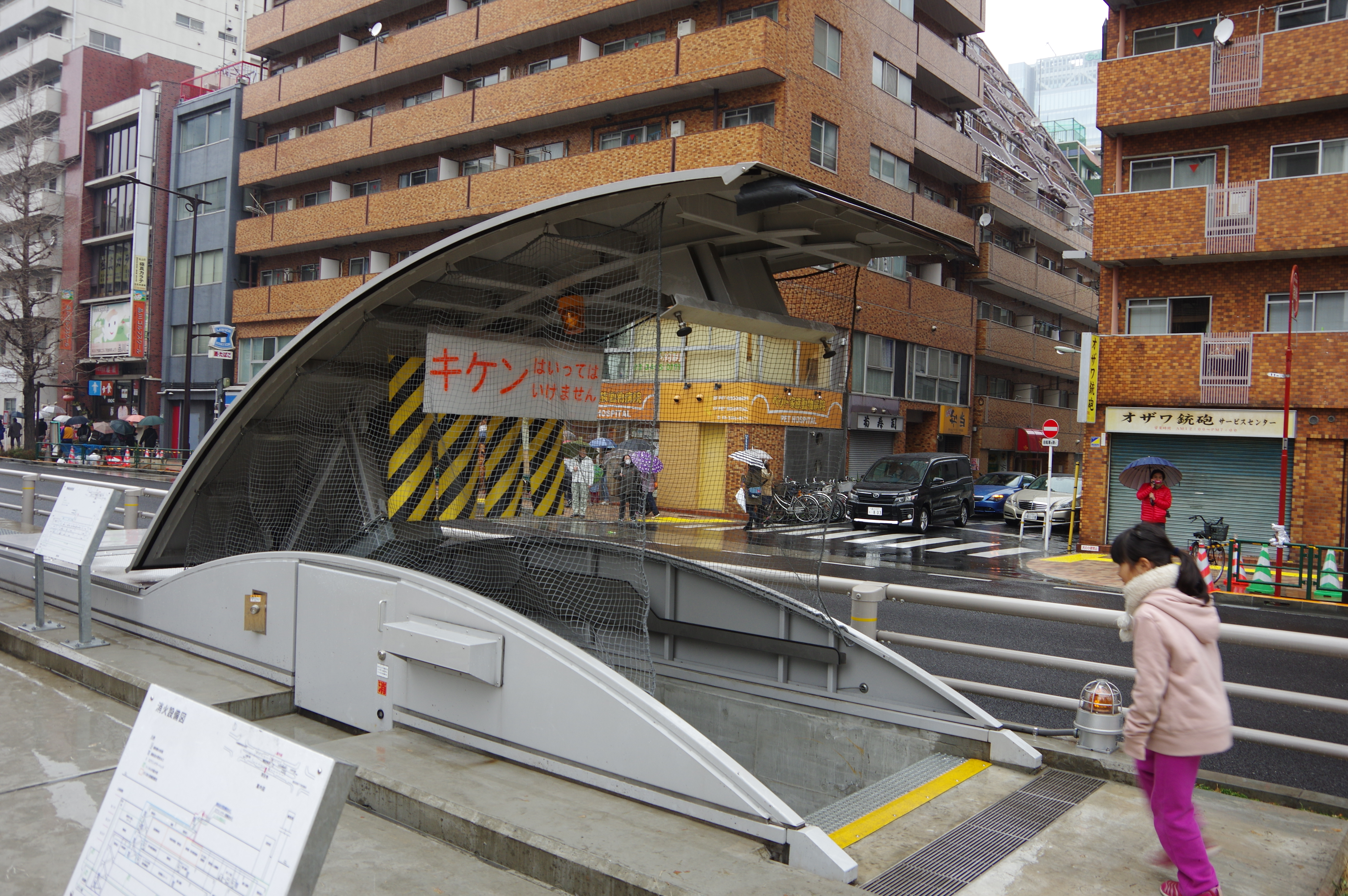
Geopende noodtrap om vanuit de tunnel het straatniveau te bereiken
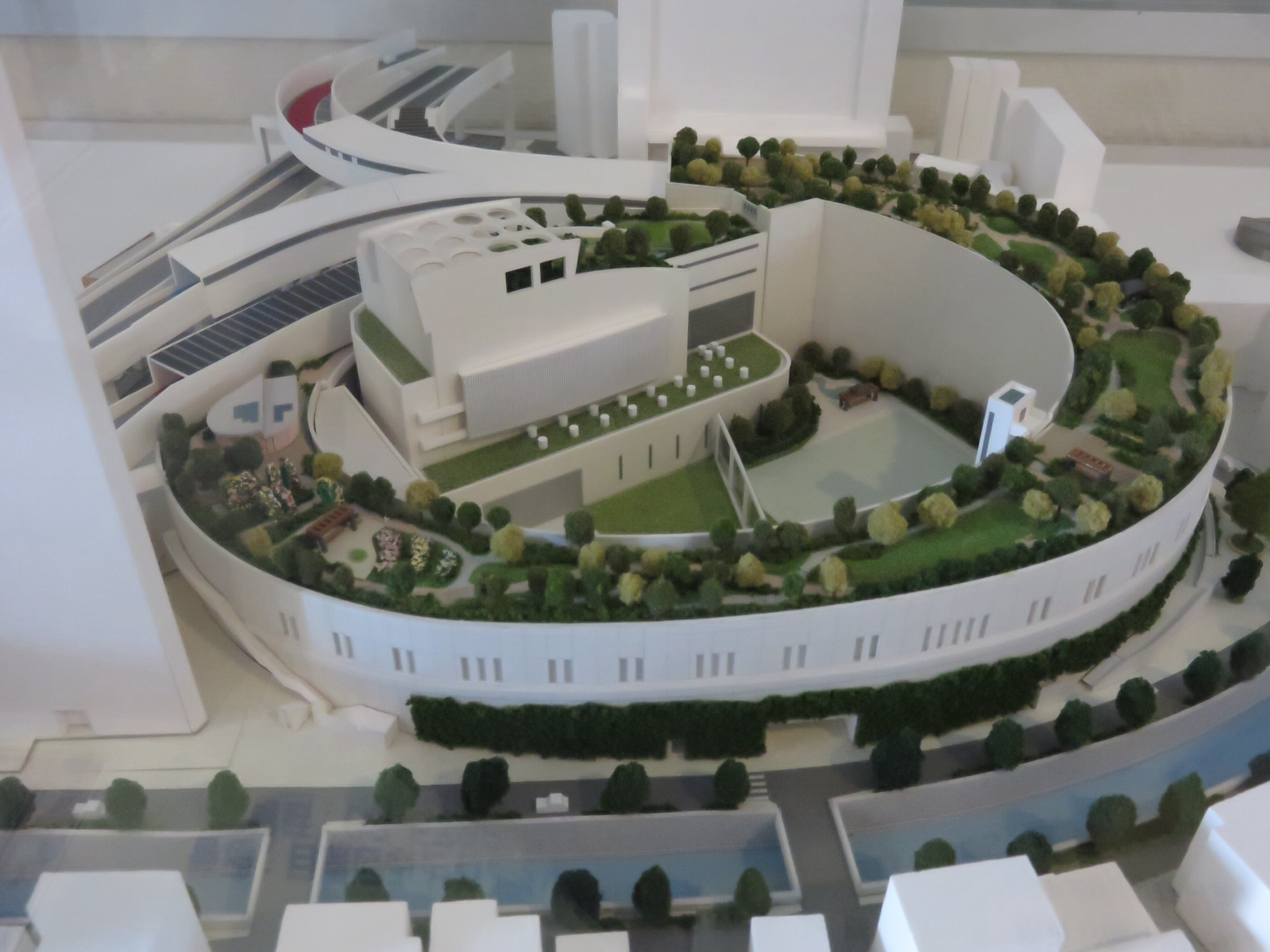
Schaalmodel van het op- en afrittencomplex can Ohashi, met de parkzone Meguro Sky Garden

De tunnel is uitgerust met veel veiligheidsvoorzieningen, waaronder noodtelefoons en camera's elke 100 meter, en brandbeveiligingsapparatuur met infraroodsensoren, brandblussers, schuimspuiten en drukknopalarmen. Nooduitgangen die naar een aparte noodtunnel leiden, liggen niet meer dan 350 meter uit elkaar. Trappen leiden naar de bovengrondse Yamatestraat. Een luchtkanaal dat evenwijdig aan de rijweg loopt, voert verse lucht aan en voert uitlaatgassen af. Stofopvangsystemen zijn ontworpen om 80 percent van de fijnstofdeeltjes uit de lucht te verwijderen.
Het Ohashi-knooppunt in Meguro, dat de tunnel met de Shibuya-route verbindt, vereiste de bouw van gestapelde elliptische hellingbanen met een omtrek van 400 meter en een diameter van 175 meter, vergelijkbaar met het traject van een atlektiekpiste. Voor geluidsisolatie werd dit knooppunt ingekapseld in meer dan 120.000 kubieke meter beton. De structuur werd gebruikt als het middelpunt van een stedenbouwkundig project dat het Meguro Sky Garden park, met een groenzone op het dak van de elliptische afrit en verschillende hoogbouw flatgebouwen omvat.